# Dichanthelium
Dichanthelium je rod trava smješten u podtribus Dichantheliinae, dio tribusa Paniceae, potporodica Panicoideae. Pripada mu 107 vrsta raširenih po Sjevernoj i Južnoj Americi

## Vrste
1. Dichanthelium aciculare (Desv.) Gould & C.A.Clark
2. Dichanthelium aculeatum (Hitchc. & Chase) LeBlond
3. Dichanthelium acuminatum (Sw.) Gould & C.A.Clark
4. Dichanthelium adenorhachis (Zuloaga & Morrone) Zuloaga
5. Dichanthelium aequivaginatum (Swallen) Zuloaga
6. Dichanthelium angustifolium (Elliott) Gould
7. Dichanthelium annulum (Ashe) LeBlond
8. Dichanthelium arenicola A.O.Matos & R.P.Oliveira
9. Dichanthelium arenicoloides (Ashe) LeBlond
10. Dichanthelium assurgens (Renvoize) Zuloaga
11. Dichanthelium barbadense Salariato, Morrone & Zuloaga
12. Dichanthelium bicknellii (Nash) LeBlond
13. Dichanthelium boreale (Nash) Freckmann
14. Dichanthelium boscii (Poir.) Gould & C.A.Clark
15. Dichanthelium breve (Hitchc. & Chase) LeBlond
16. Dichanthelium cabrerae (Zuloaga & Morrone) Zuloaga
17. Dichanthelium caerulescens (Hack. ex Hitchc.) Correll
18. Dichanthelium caparaoense (Zuloaga & Morrone) Zuloaga
19. Dichanthelium chamaelonche (Trin.) Freckmann & Lelong
20. Dichanthelium clandestinum (L.) Gould
21. Dichanthelium columbianum (Scribn.) Freckmann
22. Dichanthelium commonsianum (Ashe) Freckmann
23. Dichanthelium commutatum (Schult.) Gould
24. Dichanthelium congestum (Renvoize) Zuloaga
25. Dichanthelium consanguineum (Kunth) Gould & C.A.Clark
26. Dichanthelium cryptanthum (Ashe) LeBlond
27. Dichanthelium cucaense (Zuloaga & Morrone) Zuloaga
28. Dichanthelium cumbucanum (Renvoize) Zuloaga
29. Dichanthelium curtifolium (Nash) LeBlond
30. Dichanthelium cynodon (Reichardt) C.A.Clark & Gould
31. Dichanthelium davidsei (Zuloaga & Morrone) Zuloaga
32. Dichanthelium depauperatum (Muhl.) Gould
33. Dichanthelium dichotomum (L.) Gould
34. Dichanthelium ensifolium (Baldwin ex Elliott) Gould
35. Dichanthelium erectifolium (Nash) Gould & C.A.Clark
36. Dichanthelium filiramum (Ashe) LeBlond
37. Dichanthelium glabrifolium (Nash) LeBlond
38. Dichanthelium hebotes (Trin.) Zuloaga
39. Dichanthelium heliophilum (Chase ex Zuloaga & Morrone) Zuloaga
40. Dichanthelium hillebrandianum (C.L.Hitchc.) C.A.Clark & Gould
41. Dichanthelium hirstii (Swallen) Kartesz
42. Dichanthelium implicatum (Scribn.) Kerguélen
43. Dichanthelium inflatum (Scribn. & J.G.Sm.) J.R.Thomas
44. Dichanthelium isachnoides (Hildebr.) C.A.Clark & Gould
45. Dichanthelium itatiaiae (Swallen) Zuloaga
46. Dichanthelium koolauense (H.St.John & Hosaka) C.A.Clark & Gould
47. Dichanthelium lanuginosum (Elliott) Gould
48. Dichanthelium latifolium (L.) Harvill
49. Dichanthelium laxiflorum (Lam.) Gould
50. Dichanthelium leibergii (Vasey) Freckmann
51. Dichanthelium leucothrix (Nash) Freckmann
52. Dichanthelium lindheimeri (Nash) Gould
53. Dichanthelium linearifolium (Scribn.) Gould
54. Dichanthelium longiligulatum (Nash) Freckmann
55. Dichanthelium lucidum (Ashe) LeBlond
56. Dichanthelium macrospermum Gould
57. Dichanthelium malacon (Nash) LeBlond
58. Dichanthelium malacophyllum (Nash) Gould
59. Dichanthelium mattamuskeetense (Ashe) Mohlenbr.
60. Dichanthelium meridionale (Ashe) Freckmann
61. Dichanthelium microcarpon (Muhl. ex Elliott) Mohlenbr.
62. Dichanthelium multiglandulosum Sánchez-Ken
63. Dichanthelium mundum (Fernald) LeBlond
64. Dichanthelium neuranthum (Griseb.) LeBlond
65. Dichanthelium nodatum (Hitchc. & Chase) Gould
66. Dichanthelium nudicaule (Vasey) B.F.Hansen & Wunderlin
67. Dichanthelium oligosanthes (Schult.) Gould
68. Dichanthelium ovale (Elliott) Gould & C.A.Clark
69. Dichanthelium ovinum (Scribn. & J.G.Sm.) Wipff & R.B.Shaw
70. Dichanthelium peristypum (Zuloaga & Morrone) Zuloaga
71. Dichanthelium petropolitanum (Zuloaga & Morrone) Zuloaga
72. Dichanthelium pinetorum (Swallen) LeBlond
73. Dichanthelium polyanthes (Schult.) Mohlenbr.
74. Dichanthelium portoricense (Desv.) B.F.Hansen & Wunderlin
75. Dichanthelium praecocius (Hitchc. & Chase) Mohlenbr.
76. Dichanthelium pycnoclados (Tutin) Davidse
77. Dichanthelium ravenelii (Scribn. & Merr.) Gould
78. Dichanthelium recognitum (Fernald) LeBlond
79. Dichanthelium roanokense (Ashe) LeBlond
80. Dichanthelium sabulorum (Lam.) Gould & C.A.Clark
81. Dichanthelium scabriusculum (Elliott) Gould & C.A.Clark
82. Dichanthelium sciurotis (Trin.) Davidse
83. Dichanthelium sciurotoides (Zuloaga & Morrone) Davidse
84. Dichanthelium scoparium (Lam.) Gould
85. Dichanthelium scribnerianum (Nash) J.R.Thomas
86. Dichanthelium sendulskyae (Zuloaga & Morrone) Zuloaga
87. Dichanthelium sphaerocarpon (Elliott) Gould
88. Dichanthelium sphagnicola (Nash) LeBlond
89. Dichanthelium spretum (Schult.) Freckmann
90. Dichanthelium stigmosum (Trin.) Zuloaga
91. Dichanthelium stipiflorum (Renvoize) Zuloaga
92. Dichanthelium strigosum (Muhl. ex Elliott) Freckmann
93. Dichanthelium subvillosum (Ashe) Mohlenbr.
94. Dichanthelium superatum Hack.) Zuloaga
95. Dichanthelium surrectum (Zuloaga & Morrone) Zuloaga
96. Dichanthelium telmatum (Swallen) Zuloaga
97. Dichanthelium tenue (Muhl.) Freckmann & Lelong
98. Dichanthelium thermale (Bol.) J.R.Thomas
99. Dichanthelium transiens (Swallen) Sánchez-Ken
100. Dichanthelium umbonulatum (Swallen) Davidse
101. Dichanthelium villosissimum (Nash) Freckmann
102. Dichanthelium viscidellum (Scribn.) Gould
103. Dichanthelium webberianum (Nash) LeBlond
104. Dichanthelium wilcoxianum (Vasey) Freckmann
105. Dichanthelium wrightianum (Scribn.) Freckmann
106. Dichanthelium xanthophysum (A.Gray) Freckmann
107. Dichanthelium yadkinense (Ashe) Mohlenbr.